# سورف (لعبة متصفح)

لقطة شاشة للعبة تظهر على متصفح مايكروسوفت إيدج

سورف (بالإنجليزية: Surf)‏ هي لعبة متصفح تَمَّ تطويرها بواسطة مايكروسوفت ويتم إدراجها مع متصفح الويب مايكروسوفت إيدج. في اللعبة، يَتم التحكم بشخصيَّة راكب أمواج أثناء تحركه عبر مسطح مائي ثُمَّ يحاول أن يتفادى العوائق والكركن. تتميز اللعبة بثلاثة أوضاع وهي (وضع كلاسيكي، والوقت التجريبي، والتعرج) وتدعم اللعبة تخصيص الشخصيات، وتدعم لوحة المفاتيح والماوس واللمس وتضمن عناصر التحكم في لوحة الألعاب.
مثل لعبة كروم الديناصور في جوجل كروم، يمكن الوصول إلى هذه اللعبة من صفحة أخطاء المتصفح دون اتصال بالإنترنت ويمكن الوصول إليها أيضًا عن طريق إدخال edge://surf في شريط عنوان Edge. تمت مقارنة طريقة لعبها بشكل متكرر بلعبة الفيديو سكي فري لعام 1991. تستضيف مايكروسوفت أيضًا إصدارًا من اللعبة بميزات محدودة يمكن تشغيلها من أي متصفح ويب حديث. اللعبة مُضمنة أيضًا مع إصدارات أندرويد وآي أو إس مع مُتصفح مايكروسوفت إيدج.
في عام 2021، تم تحديث اللعبة بسمات موسمية غيرت راكب الأمواج إلى متزلج على جبل ثلجي تكريمًا لـ سكي فري (بالإنجليزية: SkiFree)‏ (لعبة سابقة تشبه هذه اللعبة). تم استبدال الكراكن عادة في اللعبة بـ يتي، أيضًا مُشابه الموجود في لعبة سكي فري.

## أنظر أيضا
- سكي فري
- لعبة ديناصور

## روابط خارجية
- الموقع الرسمي